# Bund Ökologische Lebensmittelwirtschaft
Der Bund Ökologische Lebensmittelwirtschaft e. V. (BÖLW) ist ein deutscher Spitzenverband der landwirtschaftlichen Erzeuger, Verarbeiter und Händler von ökologischen Lebensmittel mit Sitz in Berlin. Die Mitglieder des BÖLW sind Anbauverbände und Verbände von Händlern und Verarbeitern. Der Verein wurde 2002 gegründet.
Ziel des BÖLW ist es, die Interessen der Ökologischen Lebensmittelwirtschaft in Politik und Gesellschaft zu vertreten. Der BÖLW möchte erreichen, dass für die Weiterentwicklung der Ökologischen Lebensmittelwirtschaft förderliche Rahmenbedingungen geschaffen werden. Er versteht sich als Netzwerk und offene Kommunikationsplattform für seine Mitglieder.
Der BÖLW ist tätig im Begleitausschuss des Bundesprogramms Ökologischer Landbau und andere Formen nachhaltiger Landwirtschaft. International ist der Verein Mitglied der International Federation of Organic Agriculture Movements (IFOAM) und koordiniert dort die Gruppe der deutschsprachigen IFOAM-Mitglieder. Der BÖLW ist nationaler, ideeller Träger der BIOFACH, Weltleitmesse für Bio-Produkte und Schirmherr der bundesweiten Öko-Feldtage.

## Mitglieder
Der Interessenverband hat 16 Mitgliedsverbände (Stand November 2021):
- Assoziation ökologischer Lebensmittelhersteller (AöL)
- Biokreis
- Bioland
- Biopark
- Bundesverband Naturkost Naturwaren
- Dachverband ökologische Pflanzenzüchtung in Deutschland
- Demeter
- Deutscher Tee & Kräutertee Verband
- Ecoland, 1997 von Hohenloher Bio-Bauern gegründet
- Ecovin
- Reformhaus eG, Dachverband der Reformhäuser in Deutschland und Österreich
- Gäa
- Interessengemeinschaft Biomärkte, gegründet 2018
- Naturland
- Arbeitsgemeinschaft ökologisch engagierter Lebensmittelhändler und Drogisten, mit Sitz in Fulda
- Verbund Ökohöfe, Sachsen-Anhalt

Ferner sind 22 Organisationen und Unternehmen Fördermitglieder, darunter das FiBL, die GLS Bank, die Fachmesse BIOFACH, der Naturkostfachhändler Alnatura, die Stiftung Ökologie und Landbau und Wala Heilmittel.